# Björkborn
Björkborn är en bebyggelse strax norr om tätorten Karlskoga och öster om Timsälven i Karlskoga kommun. Från 2015 avgränsar SCB här en småort. Fram till 2015 räknades bebyggelsen som en del av tätorten Karlskoga.
I sydvästra delen av bebyggelsen ligger Björkborns herrgård.